# Рябий Віталій Вікторович
Віта́лій Ві́кторович Ряби́й (2 травня 1989 — 7 вересня 2014) — молодший сержант Збройних сил України, учасник російсько-української війни.

## Життєвий шлях
Народився 1989 року в місті Чернігів. Напівсирота, родичів у Чернігові немає. Закінчив комерційний технікум. Від кінця 2000-х був у лавах чернігівського націоналістичного руху. З квітня 2011 року проходив військову службу по контракту.
У часі війни — доброволець, військовослужбовець 1-ї окремої гвардійської танкової бригади, заступник командира бойової машини, псевдо «Бобер». Перебував у зоні бойових дій більш як три місяці.
Віталій з товаришем у БТРі прикривали відхід основної тактичної групи під Луганськом біля мосту через Сіверський Донець. Зазнали поранень у бою з російською диверсійно-розвідувальною групою, яку вони змогли знешкодити. Віталій втратив багато крові, з прибуттям підмоги його доправили до лікарні в місті Щастя. Переніс складну операцію, але вдень його стан погіршився й він помер. У БТРі помер і виводок кошенят, яких бійці підібрали в зруйнованому приміщенні й доглядали.
Похований у Чернігові на кладовищі «Яцево» 12 вересня 2014 року.

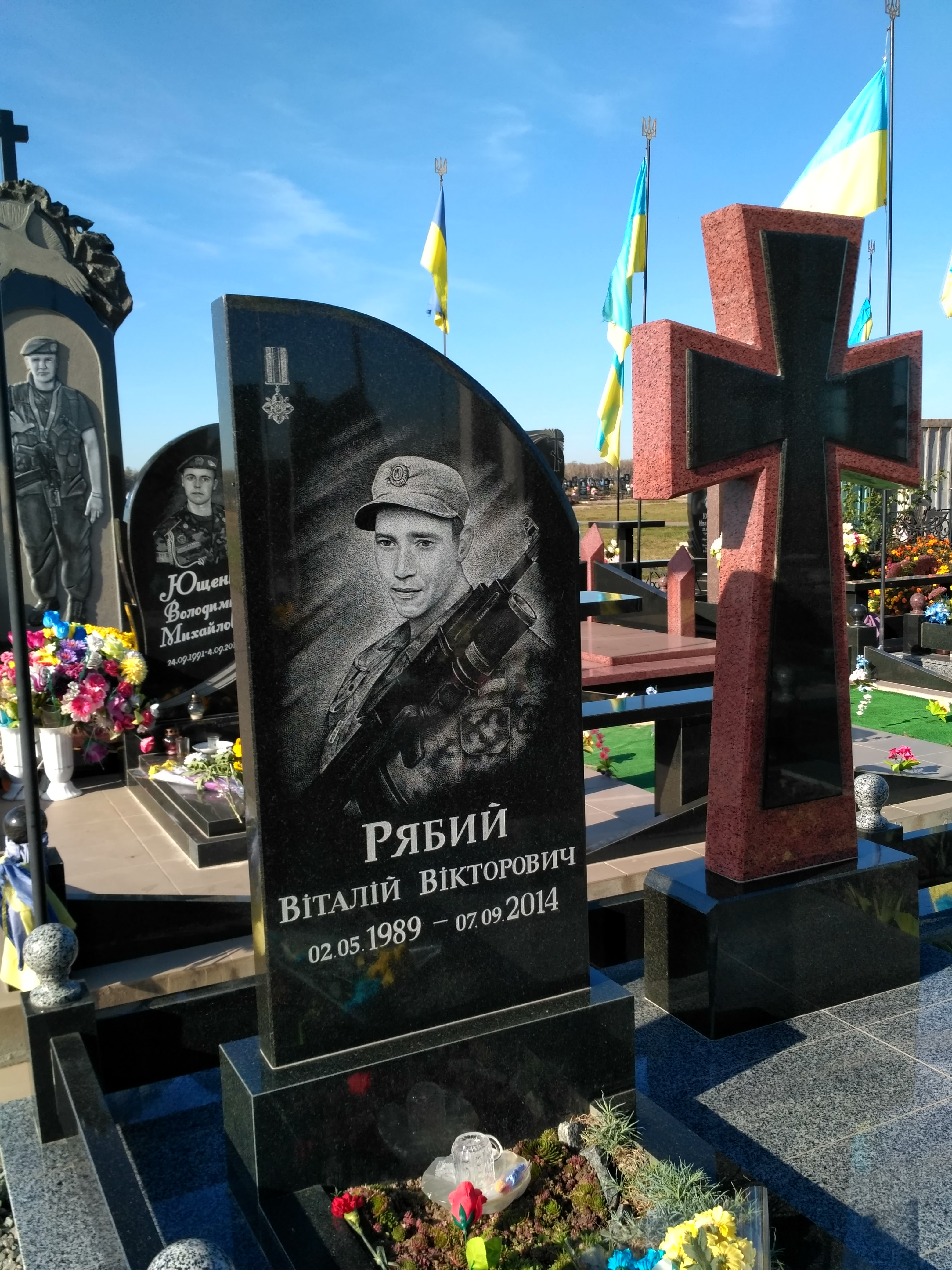
Могила Віталія Рябого. Кладовище Яцево. Жовтень 2018

Без сина лишилась мама.

## Нагороди та вшанування
За особисту мужність і героїзм, виявлені у захисті державного суверенітету та територіальної цілісності України, вірність військовій присязі під час російсько-української війни, відзначений — нагороджений
- 15 травня 2015 року — орденом «За мужність» III ступеня (посмертно)[2]
- 30 листопада 2021 року — Почесна відзнака Чернігівської обласної ради «За мужність і вірність Україні»[3].
- Його портрет розміщений на меморіалі «Стіна пам'яті полеглих за Україну» в Києві: секція 4, ряд 3, місце 27